# Sippenforschung
Sippenforschung (auch Sippenkunde) ist ein Begriff aus der Zeit des Nationalsozialismus. Der Verweis auf die „Sippe“ anstelle von Familie ersetzte in dieser Zeit weitgehend den Ausdruck Familienforschung.

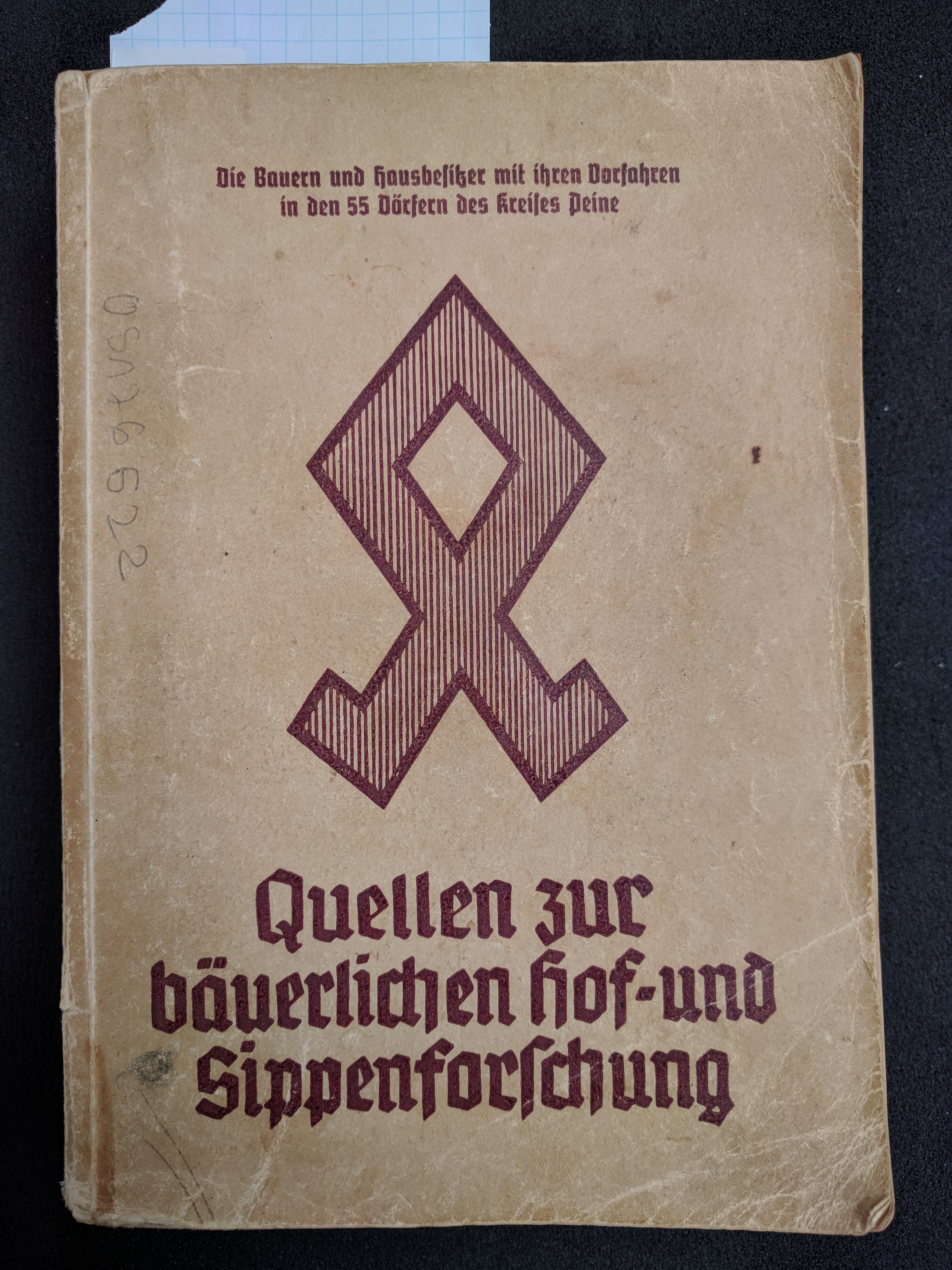
Buch zur Hof- und Sippenforschung des Kreises Peine, Veröffentlichung des Verwaltungsamtes des Reichbauernführers, Goslar 1938.

## Geschichte
Der Begriff Sippenforschung ist untrennbar mit der Rassenpolitik der Nationalsozialisten verbunden. Der rassistische Genealoge und nationalsozialistische Politiker Karl Fahrenhorst formulierte es wie folgt:
„Die Regierung der nationalsozialistischen Revolution hat durch ihre Gesetzgebung die Voraussetzungen geschaffen, daß die deutsche Sippenforschung nunmehr Volkssache wird. Jeder Deutsche muß sich mit der Geschichte seines Geschlechts befassen. In jedem deutschen Volksgenossen muß die Erkenntnis über die Tiefe geschichtlicher wie blutmäßiger Verbundenheit zwischen seiner Sippe und dem großen deutschen Volke lebendig werden.“
Mit dem Inkrafttreten des Gesetzes zur Wiederherstellung des Berufsbeamtentums vom 7. April 1933 mussten Beamte den Nachweis einer „arischen Abstammung“ erbringen. Zur Begutachtung der Nachweise musste eine zentrale staatliche Stelle geschaffen werden. Hierfür wurde am 18. April 1933 beim Reichsministerium des Innern die Stelle des „Sachverständigen für Rasseforschung“ eingerichtet und  Achim Gercke zum Sachverständigen bestellt. Am 15. Oktober 1934 wurde das „Amt für Sippenforschung“ der NSDAP gegründet, welches von Gercke geleitet wurde. Das „Amt für Sippenforschung“ war zuständig für Entscheidungen in Parteigerichtsverfahren „über die Frage, ob jemand deutscher Herkunft und frei von jüdischem Blutseinschlag im Sinne der Aufnahmebedingungen der NSDAP, ist oder nicht“, hatte die Aufgabe „Unbedenklichkeitsbescheinigungen für Politische Leiter beim Abstammungsnachweis gegenüber den Parteidienststellen“ abzugeben und stellte „Bescheinigungen über die deutsche Herkunft, nach denen die Antragsteller deutscher Herkunft und frei von jüdischem und farbigem Blutseinschlag im Sinne der Aufnahmebedingungen der NSDAP“ war aus.
Eine nachgeordnete Stelle des Reichsministeriums des Innern war die Reichsstelle für Sippenforschung, die am 12. November 1940 in Reichssippenamt umbenannt wurde. Die Reichsstelle wurde von Oktober 1934 bis März 1935 von Achim Gercke geleitet. Die durch die Sippenforschung ermittelten Daten waren im Nationalsozialismus für jeden einzelnen Deutschen von existentieller Bedeutung. Die Reichsstelle, deren Hauptaufgabe in der Erstellung von Ariernachweisen lag, gründete unter Gerckes Nachfolger Kurt Mayer am 20. Dezember 1935 die Vereinigung der Berufssippenforscher als Organisation der Sippenforscher. Die Vereinigung benannte sich am 16. August 1939 in „Reichsverband der Sippenforscher und Heraldiker“ um.
Ein Ansatz der Sippenforschung wurde unter dem Begriff „Bevölkerungsbiologie“ von Walter Scheidt entwickelt und im Nationalsozialismus in Angriff genommen. Es ging um eine totale „sippenkundliche Erfassung“ des „deutschen Volkes“ mittels Überführung genealogischer Daten und Quellen von jedem deutschen Dorf in einem Kartensystem nach der von Scheidt entwickelten Methode. Am 2. Dezember 1937 wurde hierzu ein Arbeitsabkommen zwischen dem Reichsnährstand, dem Rassenpolitischen Amt der NSDAP und dem Nationalsozialistischen Lehrerbund (NSLB) geschlossen. In diesem Zusammenhang organisierte Horst Rechenbach im Auftrage des Reichsbauernführers Walther Darré eine umfassende „sippenkundliche Bestandsaufnahme“, welche am Ende mittels sogenannter Dorfsippenbücher die genealogische Lebensgeschichte kompletter Dörfer über drei Jahrhunderte hinweg dokumentieren sollten. Die „Dorfsippenbücher“ erschienen als Reihe im parteinahen „Blut und Boden Verlag“ des Reichsnährstands. Weitere verlegte Reihen waren „Quellen zur bäuerlichen Hof- und Sippenforschung“ sowie „Die Ahnen des deutschen Volkes“.